# Сталинская премия за выдающиеся изобретения и коренные усовершенствования методов производственной работы (1942)
В 1942 году были названы лауреаты Сталинской премии за выдающиеся изобретения и коренные усовершенствования методов производственной работы за 1941 год в Постановлении Совета народных комиссаров СССР от 10 апреля 1942 года «О присуждении Сталинских премий за: а) выдающиеся изобретения и б) коренные усовершенствования методов производственной работы за 1941 год» (опубликовано в газете «Правда» 11 апреля 1942 года).

## Первая степень
Сумма вознаграждения — 150 000 рублей (на 50 000 больше, чем в 1941 году). В рамках премии внимание уделили 19 разработкам. В целом первой степенью наградили 53 человека.
1. Александров, Анатолий Петрович, профессор, Курчатов, Игорь Васильевич, Регель, Вадим Робертович, Гаев, Борис Александрович, Степанов, Пётр Григорьевич, Тучкевич, Владимир Максимович, научный сотрудник ФТИАН; Годзевич, Борис Елеазарович, инженер-капитан 2 ранга, Климов, Иван Васильевич, инженер-капитан 3 ранга, сотрудники Научно-технического комитета ВМФ, — за изобретение метода защиты кораблей;
2. Асеев, Борис Павлович, военинженер 1 ранга, Иванов Николай Николаевич, военинженер 2 ранга, Марголин, Михаил Григорьевич, военинженер 2 ранга, Невяжский, Исаак Харитонович, Финк, Лев Матвеевич, военинженер 3 ранга, — за изобретение электроприбора, имеющего оборонное значение;
3. Астров, Николай Александрович, главный конструктор завода № 37, — за разработку конструкций новых типов лёгких танков (Т-70);
4. Волков Александр Александрович, Ярцев, Сергей Александрович, инженеры-конструкторы завода № 66, — за разработку нового типа авиавооружения;
5. Ильюшин, Сергей Владимирович — за разработку новой конструкции самолёта (Ил-2);
6. Костиков, Андрей Григорьевич, Аборенков, Василий Васильевич, генерал-майор артиллерии, Гвай, Иван Исидорович, военинженер 3 ранга, Галковский, Владимир Николаевич, конструктор, — за разработку нового типа вооружения;
7. Липгарт Андрей Александрович, главный конструктор ГАЗ имени В. М. Молотова, — за разработку конструкции нового типа легкового автомобиля (ГАЗ-64) и нового типа танка (БА-64);
8. Магидсон, Онисим Юльевич, заместитель директора ВНИХФИ, — за синтез химико-терапевтических препаратов и разработку технологии их изготовления;
9. Микулин, Александр Александрович, Флисский, Михаил Романович, заместитель главного конструктора завода № 24, — за разработку новой конструкции авиационного двигателя;
10. Морозов, Александр Александрович, Кошкин, Михаил Ильич (посмертно), Кучеренко, Николай Алексеевич, инженеры-конструкторы завода № 183, — за разработку конструкции нового типа среднего танка («Т-34»);
11. Никитин Владимир Александрович, гл. инженер, Бесполов, Федот Евдокимович, Гасанов, Генрих Алиевич, Исанин, Николай Никитич, Маслов, Анатолий Иоасафович, Фрумкин, Борис Соломонович, конструкторы ЦКБ-17, — за разработку проектов боевых кораблей;
12. Петров, Фёдор Фёдорович, Булашёв, Алексей Николаевич, бывшие конструкторы, Ильин, Виктор Акимович, Гуренко, Сергей Петрович, конструкторы завода № 172, — за разработку новых типов артиллерийского вооружения;
13. Рудяк, Евгений Георгиевич, Волосатов, Георгий Павлович, Синильщиков, Евгений Васильевич, инженеры завода № 232, Крупчатников, Михаил Яковлевич, генерал-майор технических войск, Толочков, Алексей Александрович, начальник сектора опытных работ завода № 371, — за разработку новых типов артиллерийского вооружения;
14. Симонов, Сергей Гаврилович, конструктор завода № 614, — за создание противотанкового оружия (ПТР);
15. Чиликин, Борис Георгиевич, гл. инженер, Ашик, Виктор Владимирович, Барсуков Александр Яковлевич, Гнесин, Борис Яковлевич, Мацкин, Яков Михайлович, Неганов, Василий Иванович, Тагеев, Леонид Викторович, конструкторы ЦКБ-4; Фармаковский, Сергей Фёдорович, гл. конструктор завода № 212, — за разработку проекта боевых кораблей;
16. Шавырин, Борис Иванович, нач. ОКБ, Ширенин, Георгий Дмитриевич, Ягупов, Евгений Александрович, работники НИИ-13, — за разработку конструкций миномётов;
17. Швецов, Аркадий Дмитриевич — за разработку новой конструкции авиационного мотора;
18. Шпитальный, Борис Гаврилович — за изобретение нового типа авиавооружения;
19. Яковлев, Александр Сергеевич — за разработку новой конструкции самолёта.

## Вторая степень
Сумма вознаграждения — 100 000 рублей. В рамках премии были отмечены 25 разработок. В целом второй степенью наградили 55 человек.
1. Аристов, Иван Александрович, главный конструктор завода № 222, Елагин, Дмитрий Иванович, конструктор завода № 174, — за изобретение нового типа танкового вооружения;
2. Босый, Дмитрий Филиппович, фрезеровщик завода № 381, — за высокопроизводительные методы обработки металла с помощью усовершенствованных им приспособлений и правильного подбора фрез;
3. Бурмистров, Иван Степанович, военинженер 1 ранга, — за изобретение нового типа боеприпасов;
4. Вишневский, Александр Васильевич, руководитель хирургической клиники ВИЭМ имени А. М. Горького, — за разработку и внедрение методов новокаиновой блокады и масляно-бальзамической повязки;
5. Геништа, Евгений Николаевич, гл. конструктор, Пестряков, Владимир Борисович, Волков, Владимир Флорианович, Аппель, Виктор Израилевич, инженеры завода № 631, — за разработку самолётной радионавигационной аппаратуры;
6. Гершун, Андрей Александрович, Левитин, Исидор Борисович, научный сотрудник ГОИ, — за изобретение метода маскировки;
7. Гусев Владимир Николаевич, начальник лаборатории, Лебедев, Павлин Павлович, Чащихин, Анатолий Степанович, ст. инженеры НИИ № 13, — за метод повышения живучести орудийных стволов;
8. Дегтярёв, Василий Алексеевич, главный конструктор завода № 2, — за создание противотанкового оружия (ПТР);
9. Забегин, Александр Иосифович, конструктор завода № 3, — за разработку и внедрение в производство нового типа боеприпасов;
10. Зайков, Владимир Сергеевич, руководитель лаборатории, Богословский, Николай Алексеевич, научный сотрудник НИИ № 13, — за изобретение нового химического продукта;
11. Канфор, Соломон Семёнович, начальник лаборатории, Вайнер, Яков Вульфович, Давыдов, Александр Пантелеймонович, Николаев, Василий Дмитриевич, Сыромятников, Рафаил Рафаилович, Воловельский, Эник Яковлевич, Урнис, Евгений Владимирович, Смирнов Николай Александрович, Дрозд, Евгений Арсентьевич, Тарасенко, Алексей Андреевич, Чистов, Николай Михайлович, — инженеры НИИ № 13, — за разработку метода повышения живучести огнестрельного оружия;
12. Кишкин, Сергей Тимофеевич, заместитель начальника по научной части, Скляров, Николай Митрофанович, работник ВИАМ, — за создание авиационной брони;
13. Кузнецов, Александр Назарович, Сидоров Александр Николаевич, профессора, Вайполин, Александр Фёдорович, доцент ЛГИ; Черноусова, Станислава Ивановна, инженер ВАМИ, — за изобретение ими нового вида взрывчатого вещества;
14. Лунин Николай Александрович, машинист 1 класса депо станции Новосибирск ТомЖД, — за коренное усовершенствование метода эксплуатации паровоза, обеспечивающего значительное увеличение его суточного пробега и срока службы;
15. Меркин, Владимир Иосифович, Грибков, Виктор Владимирович, конструкторы ГСНИИ № 42, — за создание аппарата, имеющего оборонное значение;
16. Михайлов, Владимир Владимирович, руководитель лаборатории, Сигов, Алексей Алексеевич, Гайдуков, Григорий Васильевич, научный сотрудник Уральского филиала АН СССР; Высоцкий, Борис Константинович, инженер Главуралмета, Герасимов, Виктор Иосифович, инженер НТЗ имени В. В. Куйбышева, Лукашенко, Марк Харитонович, нач. доменного цеха МЗ имени А. К. Серова, Тимошин, Николай Иванович, Сухоруков, Александр Иванович, инженеры Главспецстали, — за разработку и внедрение в производство технологического процесса выплавки углеродистого феррохрома в доменных печах;
17. Носов, Григорий Иванович, директор, Рыженко, Николай Андреевич, Смирнов Василий Алексеевич, работники ММК имени И. В. Сталина; Сахин, Семён Израилевич, Левин, Евгений Ефимович, сотрудники НИИ № 48; Пирский, Фёдор Николаевич, работник техотдела НКЧМ СССР, Бадягин, Дмитрий Яковлевич, гл. металлург Ижорского завода, Поликарпов, Дмитрий Михайлович, инженер НКТП СССР, — за разработку новой марки броневой стали и процесса её производства;
18. Писаренко, Александр Павлович, Алексеенко, Владимир Иосифович, Гавриков, Константин Константинович, Рогов, Владимир Михайлович, Плотников, Иван Васильевич, Хомутов, Александр Михайлович, Мараховский, Михаил Георгиевич, сотрудники ЦНИИПЗК, Розанов, Семён Сергеевич, сотрудник ЦНИЛОП, Александров, Пётр Денисович, нач. ГУЗК НКЛП СССР, Щёголев, Василий Васильевич, Белкин, Пётр Иванович, военные инженеры, — за изобретение и внедрение в промышленность заменителей кожи;
19. Рыбак, Борис Моисеевич, зам. НКНП СССР, Скобло, Александр Ионович, зам. нач. ПТО НКНП СССР, Фёдоров, Виктор Степанович, управляющий, Пригорнев, Иван Григорьевич, гл. инженер треста «Грознефтезаводы», Маркин, Аркадий Андреевич, гл. инженер треста «Азнефтезаводы», Гутыря, Виктор Степанович, зам. директора по научной части АзНИИ, Горелик, Михаил Аронович, гл. инженер, Самойлов, Лев Борисович, заместитель начальника главной лаборатории Бакинского НПЗ имени И. В. Сталина, — за разработку и внедрение в промышленность метода увеличения выработки авиабензинов на действующих установках и заводах;
20. Семиволос, Алексей Ильич, бурщик Криворожского железнорудного бассейна, продолжающий работу на Бакальских рудниках НКЧМ СССР, — за разработку и внедрение в горнорудной промышленности нового метода многозабойного обуривания, дающего большое повышение производительности труда и обеспечивающего значительное повышение добычи руды;
21. Соколов Сергей Яковлевич, профессор ЛЭТИ имени В. И. Ульянова (Ленина), — за изобретение метода ультраакустической дефектоскопии;
22. Стрелков Сергей Павлович, Ефимов, Михаил Арсентьевич, Якушев, Александр Прокофьевич, Преображенский, Виктор Александрович, конструкторы ГСКБ-47, — за конструкцию и внедрение в производство новых типов авиабомб;
23. Шебанов, Иван Павлович, главный конструктор, Ермилов, Владимир Иванович, Столповский, Николай Иванович, сотрудники ОКБ № 454, Белецкий, Юрий Кириллович, военинженер 2 ранга, — за создание и внедрение в производство нового вида самолётов;
24. Шехурдин, Алексей Павлович, заведующий лабораторией НИИЗХ Юго-Востока СССР, — за создание сортов пшеницы «Лютенсценс С-605» и «Лютенсценс С-758»;
25. Янкин, Илларион Павлович, бурильщик шахты «Красногвардейская» треста Красноуралмедьруда, — за внедрение нового метода многозабойного и многоперфоративного обуривания, дающего большое повышение производительности труда и обеспечивающего значительное увеличение добычи медной руды.

## Третья степень
Сумма вознаграждения — 50 000 рублей. В рамках премии были отмечены 29 изобретений. В целом второй степенью наградили 69 человек.
1. Антоновский, Евлампий Иванович, инженер Балхашского медезавода, Грейвер, Наум Соломонович, Асеев, Николай Пудович, профессора ЛГИ, — за разработку метода промышленного извлечения молибдена из медных руд Коунрадского месторождения;
2. Бедняков, Александр Алексеевич, начальник, Пузырьков, Михаил Иванович, Беляков, Николай Петрович, Вицени, Ефим Михайлович, конструкторы КБ-30, — за изобретение нового вида гранат;
3. Богородицкий, Николай Петрович, доктор технических наук, старший инженер НИИ № 34, — за изобретение нового изоляционного материала для радиотехники «Ультрафарфор»;
4. Боресков, Георгий Константинович, Амелин, Анатолий Гаврилович, работники Уральского НИХИ, — за разработку способа интенсификации контактных аппаратов и новой схемы производства контактной серной кислоты;
5. Брумберг, Евгений Михайлович, научный сотрудник ГОИ, — за изобретение нового метода микроскопии в невидимых лучах;
6. Будников, Пётр Петрович, действительный член АН УССР, Зорин Сергей Петрович, зав. сектором Башкирского НИИСМ, — за разработку метода получения ангидритного цемента;
7. Веребрюсов, Иван Александрович, военинженер 2 ранга, Сердюк, Емельян Михайлович, работник, Иванушкин, Фёдор Фёдорович, Александров Виктор Васильевич, Печурин, Василий Федосеевич, Шатихин, Леонид Григорьевич, сотрудники НИИ № 49, — за создание аппаратуры для подводных лодок;
8. Вольф, Фёдор Фёдорович, профессор УИИ имени С. М. Кирова, Лосев, Лев Эмануилович, Бугарев, Леонид Александрович, Евтютов, Анатолий Анкиндинович, Чемоданов, Виктор Сергеевич, Чупраков, Виктор Яковлевич, работники УАЗ, Гайлит, Андрей Андреевич, главный инженер Главалюминия НКЦМ СССР, — за разработку внедрение метода переработки уральских бокситов;
9. Грачёв, Виталий Андреевич, конструктор ГАЗ имени В. М. Молотова, — за разработку новых конструкций автомашины и бронеавтомашины;
10. Давидов, Рубен Багдасарович, докторант АН СССР, — за разработку способа длительного хранения плазмы крови;
11. Картуков, Иван Иванович, гл. конструктор, Завразин, Фёдор Прокофьевич, зам. гл. конструктора завода № 145, — за разработку нового типа вооружения;
12. Кикоин Исаак Константинович, Обухов, Владимир Семёнович, Губарь, Сергей Васильевич, сотрудники Уральского Филиала АН СССР, — за изобретение новой системы электрических измерений на постоянных токах большой величины;
13. Киприанов, Андрей Иванович, член-корреспондент АН УССР, заместитель директора Института химии АН УССР, — за разработку и освоение производства фотосенсибилизаторов для кинопромышленности;
14. Краснопевцев, Николай Иванович, зав. физико-теплотехнической лабораторией, Лавров, Виктор Николаевич, инженер-конструктор НИИХП НКПП СССР, — за разработку конструкций хлебопекарных автоматических печей;
15. Назаров, Иван Николаевич, заведующий лабораторией органической химии АН СССР, — за разработку новых клеящих веществ;
16. Ниценко, Владимир Сергеевич, начальник Броневого отдела завода № 183, Засецкий, Георгий Фёдорович, нач. Броневого отдела завода № 264, Буслов, Владимир Борисович, начальник Броневого цеха завода № 183, Завьялов, Андрей Сергеевич, директор НИИ-48, Кватер, Иосиф Соломонович, зам. нач. металлургического отдела Уралмашзавода, Перов, Никита Иванович, нач. металлургической лаборатории завода № 200, Емельянов, Василий Семёнович, бывший начальник ГУ НКССП, — за разработку технологии производства литых танковых башен;
17. Пономаренко, Леонид Пантелеймонович, Савицкий, Владимир Емельянович, Тишин, Георгий Дмитриевич, Покровский, Модест Александрович, Григориадис, Пётр Павлович, работники ВНИИЖТ, — за изобретение упрощённой системы автоблокировки на железных дорогах;
18. Рожновский, Антон Александрович, главный инженер конторы пневматического водоснабжения НКПС СССР, — за изобретение ускорителя набора воды в паровозы;
19. Роговин, Захар Александрович, профессор МХТИ имени Д. И. Менделеева, Блехман, Этта Абрамовна, Копьев, Алексей Алексеевич, научный сотрудник ИХБП, — за разработку метода получения огнестойких и водоустойчивых тканей;
20. Рудой, Борис Захарович, старший научный сотрудник ИГИАН, — за изобретение метода и прибора для определения качества бензинов;
21. Рябов, Сергей Константинович, инженер-капитан 2 ранга, — за изобретение метода повышения живучести морских орудий;
22. Сонкин, Григорий Абрамович, гл. конструктор автомобильного отделения НАТИ, — за разработку конструкции вездехода;
23. Тудоровский, Александр Илларионович, член-корреспондент АН СССР, Слюсарев, Георгий Георгиевич, профессор ГОИ, — за расчёт и разработку конструкции новых типов фотографических объективов для авиации;
24. Ушаков Сергей Николаевич, профессор КХТИ имени С. М. Кирова, — за разработку процесса производства винилацетата и за заменители фенола для пластмасс;
25. Файнберг, Михаил Максимович, Проскуркин, Михаил Алексеевич, работники ФХИ имени Л. Я. Карпова, — за изобретение нового типа взрывателя;
26. Фролов-Багреев, Антон Михайлович, профессор Краснодарского института виноделия и виноградарства, — за изобретение новой аппаратуры и метода изготовления шампанских вин;
27. Шатерников, Владимир Яковлевич, начальник, Булычёв, Александр Михайлович, Котенко, Пётр Сергеевич, Хангишиев, Мужаедин Абдурашидович, инженеры спецбюро завода № 156, — за изобретение системы защиты самолёта от пожара;
28. Шмук, Александр Александрович, действительный член ВАСХНИЛ, руководитель лаборатории ИБХАН, — за разработку способа получения лимонной кислоты из махорочного сырья;
29. Шумилов, Пётр Павлович, Иоаннесян, Ролен Арсеньевич, Тагиев, Эйюб Измаилович, Гусман, Моисей Тимофеевич, инженеры НКНП СССР, — за изобретение многоступенчатой гидравлической турбины для бурения глубоких скважин.